# U-48号潜艇 (1915年)
陛下之48号潜艇是德意志帝国海军建造的一艘潜艇或称U艇。它由但泽的帝国船厂承建，于1915年10月3日下水，至1916年4月22日交付使用。U-48号是在第一次世界大战期间服役的329艘德国潜艇之一，并参加了大西洋潜艇战。在其八次巡逻中，共击沉协约国或中立国的34艘商船，容积总吨为104558吨。1917年11月24日，它在古德温沙洲搁浅，随即遭到英国驱逐舰吉普赛号的攻击。U-48号被迫自沉及废弃。吉普赛号继续开火，共造成19名船员阵亡，17人被俘。

## 设计
第一次世界大战爆发后，从U-43号开始，德国潜艇进入战时动员型生产时期。它们在尺寸上与前期的柴电潜艇类似，但在推进力和续航力上有所提高。动员型在艇体结构和舱室布置方面也有很多创新，例如采用外置式龙骨，将控制舱和指挥舱前移，增加船员居住舱空间，并将居住舱的位置调整至柴油机舱和控制舱之间。此外，潜望镜长度从以往的7.5米增至12米，下潜反应时间缩短为60－90秒。
U-48号的全长为65米；舷宽6.2米，当中的耐压壳体宽为4.18米；有9米的总高和3.74米的吃水深度。艇只的水上排水量为725吨，水下为940吨。
艇只搭载有可在水上使用的两台猛狮六缸四冲程柴油发动机，总功率为2,000匹公制馬力（1,471千瓦特）；以及可在水下使用的西门子-舒克特双电动发电机，总功率为1,200匹公制馬力（883千瓦特）。这些发动机用以驱动双轴、每根轴各一个的直径1.6米长螺旋桨，从而使艇只在水上的最高速度达15.2節（28.2每小時），在水下的最高航速为每小时9.7節（18.0每小時）。U-48号可以8節（15每小時）的速度在水上巡航11,400海里（21,100），或以5節（9.3每小時）的速度在水下巡航51海里（94）。它的潜航深度为50米。
U-48号装备了四具直径为500毫米的鱼雷发射管，其中艏、艉各两具，并可携带合共6枚G6型鱼雷。辅助武器为一门88毫米30倍径速射炮，1916年至1917年间则被一门105毫米45倍径速射炮所取代。其标准船员编制为4名军官和32名水兵。

## 历史
U-48号是由德意志帝国海军于1914年8月4日向但泽的帝国船厂订购。它于1915年10月3日下水，至1916年4月22日在首任艇长、海军上尉贝恩特·布斯的指挥下正式入役，并被编第三潜艇区舰队。1917年3月10日，海军中尉欣里希·赫尔曼·哈斯哈根临时接替阵亡的布斯担任为期一周的艇长。该艇的末任艇长为自1917年3月17日起就职的海军上尉卡尔·埃德林。
第一次世界大战期间，U-48号在北大西洋东部和巴伦支海总计完成八次巡逻，共击沉了容积总吨达104558吨的34艘协约国或中立国商船，另击伤1艘（180总吨）以及缴获2艘（5904总吨）的商船。其中最大型的受害者是在爱尔兰南部法斯耐特岛附近被击沉的英国远洋客轮明尼哈哈号（13443总吨），共造成43名船员罹难。但在沉没时，船上并未搭载乘客。
在最后一次巡逻前几个月，U-48号被部署至英吉利海峡，并击沉了一艘英国弹药船。下沉的轮船恰好砸中潜航的U-48号，导致身处艇桥内的艇长及大副阵亡，并坠入约90米深的海底。24小时后，由二副、海军中尉欣里希·赫尔曼·哈斯哈根率领的团队设法用最后的压缩空气继续运作，最终将严重受损的艇只驶回威廉港。哈斯哈根其后升任另一艘潜艇的指挥官，而U-48号则在完成修复后被再次派出巡逻。
1917年11月23日，U-48号受命前往多佛尔海峡巡逻。由于当晚的月光异常明亮，时任艇长卡尔·埃德林预备折返。然而，它却在古德温沙洲以北不慎卷入防潜网并搁浅。翌日，一队英国巡逻艇发现了搁浅的潜艇。它们随即开火，而U-48号则以甲板炮还击。当英国驱逐舰吉普赛号也抵达现场后，埃德林遂下令炸沉己方艇只，沉没地点大致位于51°11′N 1°31′E / 51.183°N 1.517°E处。埃德林随U-48号葬身大海，而幸存的17名船员则向英方投降。残骸从未被打捞上岸，但随着沙洲的演变，潜艇的司令塔直至1970年代初都可在退潮时短暂可见。此后，艇身则完全陷入沙或淤泥之中。

## 袭击历史摘要
| 日期           | 船名            | 船籍       | 吨位  | 结局       |
| -------------- | --------------- | ---------- | ----- | ---------- |
| 1916年8月6日   | 彭德尼斯号      | 英国       | 2123  | 缴作战利品 |
| 1916年10月2日  | 洛特斯梅尔号    | 英国       | 3911  | 击沉       |
| 1916年10月4日  | 布林克号        | 挪威       | 1391  | 击沉       |
| 1916年10月6日  | 苏城号          | 俄罗斯帝国 | 3781  | 缴作战利品 |
| 1916年10月6日  | 图瓦号          | 瑞典       | 2270  | 击沉       |
| 1916年12月29日 | 图斯卡里号      | 俄罗斯帝国 | 3042  | 击沉       |
| 1917年1月6日   | 阿方斯·孔塞伊号 | 法國       | 1591  | 击沉       |
| 1917年1月6日   | 阿弗尔城号      | 法國       | 5026  | 击沉       |
| 1917年1月7日   | 博里霍尔姆号    | 挪威       | 1719  | 击沉       |
| 1917年1月7日   | 埃万耶洛斯号    | 希腊       | 3773  | 击沉       |
| 1917年1月8日   | 托尔马号        | 挪威       | 1896  | 击沉       |
| 1917年1月12日  | 埃默罗德号      | 法國       | 183   | 击沉       |
| 1917年1月12日  | 韦斯特福尔号    | 挪威       | 1883  | 击沉       |
| 1917年1月14日  | 悉尼号          | 法國       | 2695  | 击沉       |
| 1917年1月16日  | 埃斯佩兰萨号    | 挪威       | 4428  | 击沉       |
| 1917年1月19日  | 内尔西庭园号    | 英国       | 3295  | 击沉       |
| 1917年3月3日   | 康诺特号        | 英国       | 2646  | 击沉       |
| 1917年3月4日   | 阿德莱德号      | 英国       | 180   | 击伤       |
| 1917年3月4日   | 麦克贝恩号      | 英国       | 291   | 击沉       |
| 1917年3月7日   | 纳瓦拉号        | 挪威       | 1261  | 击沉       |
| 1917年3月9日   | 阿贝贾号        | 英国       | 174   | 击沉       |
| 1917年3月9日   | 东点号          | 英国       | 5234  | 击沉       |
| 1917年3月12日  | 盖尔弗尔号      | 法國       | 2596  | 击沉       |
| 1917年5月12日  | 圣奥诺弗雷号    | 英国       | 9717  | 击沉       |
| 1917年5月13日  | 杰斯莫尔号      | 英国       | 3911  | 击沉       |
| 1917年5月15日  | 默兹号          | 法國       | 4075  | 击沉       |
| 1917年5月17日  | 玛加丽塔号      | 俄罗斯帝国 | 1873  | 击沉       |
| 1917年5月21日  | 林顿号          | 俄罗斯帝国 | 2531  | 击沉       |
| 1917年5月21日  | 马都拉号        | 挪威       | 1096  | 击沉       |
| 1917年7月13日  | 吉贝尔-叶迪德号 | 英国       | 949   | 击沉       |
| 1917年7月14日  | 埃克斯福德号    | 英国       | 5886  | 击沉       |
| 1917年7月15日  | 托尔切洛号      | 英国       | 2929  | 击沉       |
| 1917年7月16日  | 浅间号          | 英国       | 284   | 击沉       |
| 1917年8月31日  | 韦斯特伯里号    | 英国       | 3097  | 击沉       |
| 1917年9月7日   | 明尼哈哈号      | 英国       | 13714 | 击沉       |
| 1917年9月9日   | 埃尔莎号        | 丹麦       | 1236  | 击沉       |
| 1917年9月15日  | 罗尔斯比号      | 英国       | 3955  | 击沉       |

## 脚注
1. ↑  Gröner，第8-10頁.
2. ↑  Helgason, Guðmundur. . German and Austrian U-boats of World War I - Kaiserliche Marine - Uboat.net.   [30 November 2014].
3. 1 2  Helgason, Guðmundur. . German and Austrian U-boats of World War I - Kaiserliche Marine - Uboat.net.   [2021-08-27].
4. 1 2  Helgason, Guðmundur. . German and Austrian U-boats of World War I - Kaiserliche Marine - Uboat.net.   [2021-08-27].
5. 1 2  Helgason, Guðmundur. . German and Austrian U-boats of World War I - Kaiserliche Marine - Uboat.net.   [2021-08-27].
6. ↑  Lecane，第292頁.
7. ↑  Herzog，第48頁.
8. 1 2 3 4  陈进，第71頁.
9. ↑  Herzog，第68頁.
10. ↑  Helgason, Guðmundur. . German and Austrian U-boats of World War I - Kaiserliche Marine - Uboat.net.   [2009-08-09].
11. ↑  Herzog，第89頁.
12. ↑  Kemp，第38頁.
13. ↑  Helgason, Guðmundur. . German and Austrian U-boats of World War I - Kaiserliche Marine - Uboat.net.   [30 November 2014].